# Encyclopedia of Earth
De Encyclopedia of Earth (afgekort EoE) is een internetencyclopedie over de Aarde, haar natuurlijke omgevingen en hun interactie met de samenleving. De Encyclopedia is opgericht binnen de Encyclopedia of Life, en wordt gedefinieerd als een open en gratis, volledig doorzoekbare verzameling artikelen, geschreven door wetenschappers, professionals, docenten en andere experts, die samenwerken en elkaars werk beoordelen. De artikelen zijn geschreven in niet-technische taal en zijn bedoeld om nuttige informatie te leveren aan studenten, docenten, wetenschappers en professionals, maar ook voor het grote publiek. De auteurs, redacteuren en zelfs eindredacteuren worden vermeld bij de artikelen met links naar biografische pagina's over deze personen.